# Know Your Rights
Know Your Rights – czternasty singel zespołu The Clash wydany 23 kwietnia 1982 przez firmę CBS.

## Lista utworów
1. „Know Your Rights” – 3:51
2. „First Night Back in London” – 2:59

## Skład
- Joe Strummer – wokal, gitara
- Mick Jones – gitara, wokal
- Paul Simonon – gitara basowa
- Topper Headon – perkusja